# 加藤宏子
加藤 宏子（かとう ひろこ、旧姓：辻、1938年11月29日 - ）は、石川県金沢市出身の元体操競技選手。1964年東京オリンピック体操女子団体銅メダリスト。夫は1968年メキシコオリンピック体操団体金メダリストの加藤武司。金沢大学卒業。

## 経歴
藤花高（現金沢龍谷高）でインターハイ個人総合2連覇と活躍。地方で練習環境に恵まれず、指導者も元飛び込みの選手で体操の経験は皆無だった。1956年メルボルンオリンピック最終予選で次点で落選し、初の五輪出場を逃す。代表選手のほとんどが東京を拠点とする中、生まれ育った金沢にこだわり、強化合宿のたびに金沢‐東京間を夜行列車で片道8時間かけて上京した。
都内の大学への進学を目指したが家庭の事情で諦め地元の金沢大に進んだものの、女子体操部員は一人だけで、合宿のたびに上京する生活が続いた。のちに「絶対に東京には負けない、地方でも頑張るぞと思いました。結果的には東京に行かなくてよかったんだと思います。女性同士だから人間関係が難しいし、引っ込み思案の私は東京に行ったらそれだけで負けていたと思います」と語っている。
1960年ローマオリンピックは最終予選直前に右アキレス腱を負傷し断念。母校・藤花高の教員になり、これが最後と決めて臨んだ1964年の東京オリンピックでも最終予選直前に左アキレス腱を断裂する重傷を負ったが1か月で退院し、最終予選を突破し代表入り。日本女子団体初の銅メダルを獲得した（代表メンバーは加藤以外全員が都内の学生や職員だった）。史上初の快挙にもかかわらず、当時の新聞は個人総合金メダルのベラ・チャスラフスカ（チェコスロバキア）の扱いが圧倒的に大きく、「新聞社の皆さんはチャスラフスカばかり追いかけてました」と振り返っている。
東京五輪後に引退。28歳で結婚し、神奈川県の湘北短期大学で教鞭を執る一方で体操の国際審判員の資格を取得し、1983年のブダペスト世界選手権や1988年ソウルオリンピックで審判員を務めた。
東京五輪ではメダルが団体チームに1つしか与えられなかったが、2006年に国際オリンピック委員会からレプリカが贈られた。
横浜文化体育館の体操教室講師を長年続け、横浜市体操協会の顧問を務めている。